# Gatzara caelestis
Gatzara caelestis is een insect uit de familie van de mierenleeuwen (Myrmeleontidae), die tot de orde netvleugeligen (Neuroptera) behoort. 
Gatzara caelestis is voor het eerst wetenschappelijk beschreven door Krivokhatsky in 1997.